# James Galway

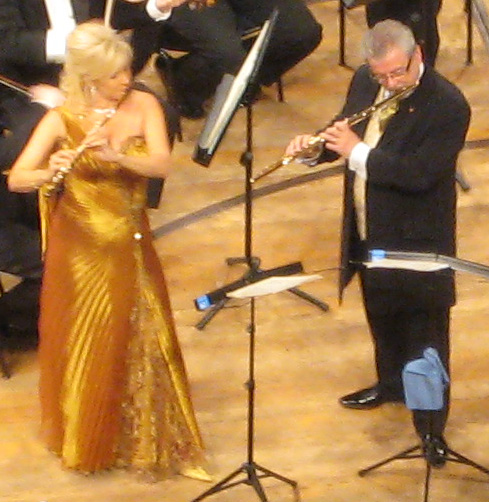
Jeanne en James Galway

Sir James Galway (Belfast, 8 december 1939) is een Brits fluitist. Hij geldt als een van de bekendste fluitisten van de 20e eeuw. Zijn bijnaam luidt De man met de gouden fluit.

## Opleiding
Galway won zijn eerste prijs toen hij 12 jaar oud was. Hij werkte korte tijd als pianostemmer en kreeg vervolgens een beurs waardoor hij aan de Royal College of Music in Londen kon studeren bij John Francis. Hij studeerde verder aan de Guildhall School of Music bij Geoffrey Gilbert en aan het Conservatoire de Paris bij Gaston Crunelle en Jean-Pierre Rampal. Hij nam ook privélessen bij Marcel Moyse in Marlboro (Vermont).

## Activiteiten
Galway speelde aanvankelijk zo'n 15 jaar in symfonieorkesten, aanvankelijk in Britse orkesten als het operaorkest van Sadler's Wells Theatre en de Royal Opera, het BBC Symphony Orchestra, het London Symphony Orchestra en het Royal Philharmonic Orchestra. In 1969 werd hij eerste fluitist van de Berliner Philharmoniker onder leiding van Herbert von Karajan, waar hij tot 1975 zou blijven. Tot Von Karajans verbazing en ongenoegen besloot hij na een periode van onenigheid zijn orkestbaan op te geven voor een solocarrière (als een van de eerste fluitisten ter wereld, in navolging van Jean-Pierre Rampal). Hij nam al meteen het eerste jaar vier platen op en speelde 120 concerten. Nog steeds speelt hij in alle grote concertzalen van de wereld. In 2001 werd hij door koningin Elizabeth tot ridder geslagen en sindsdien mag hij als sir benoemd worden.
Galway woont in Meggen in Zwitserland met zijn Amerikaanse vrouw Jeanne. Ze spelen vaak samen tijdens concerten, met Galways vaste pianist Phillip Moll.
Galway is vaste gastdirigent van de London Mozart Players.

## Repertoire
Galways repertoire omvat de complete klassieke fluitliteratuur van Johann Sebastian Bach en Antonio Vivaldi tot aan de 20e-eeuwse muziek, maar ook Japanse volksmuziek, en Ierse folk, jazz en latin jazz. Verschillende componisten droegen werken aan hem op. Hij geeft jaarlijks masterclasses in Zwitserland. Galway speelde op de soundtrack van componist Howard Shore (onder andere het Hobbit-thema) voor Peter Jacksons The Lord of the Rings filmtrilogie. Overigens speelde James Galway twee keer met The Chieftains en bespeelde daar naast zijn concertfluit ook de tinwhistle bijvoorbeeld in 1987:
The Chieftains
Label: RCA Label: RCA
Video - RCA BMG Classics, 1991 | 09026-60751-3 met:
- Paddy Moloney: uilleann pipes and tin whistle
- Martin Fay: fiddle
- Seán Keane: fiddle
- Matt Molloy: flute and tin whistle
- Kevin Coneff: bodhrán
- Derek Bell: harp, tiompán, and harpsichord
- James Galway: flute and tin whistle
- National Philharmonic Orchestra
- Na Píobairít Uilleann Set Dancers,

## Publicaties
- James Galway, An Autobiography, Londen, Chappell and Company Ltd., 1978, ISBN 0-340-24721-5
- James Galway en W. Mann, James Galway's Music in Time, Mitchell Beazley, Londen, 1982, ISBN 0855333820
- Galways discografie omvat meer dan 50 platen en cd's.